# Sụp đổ sinh thái

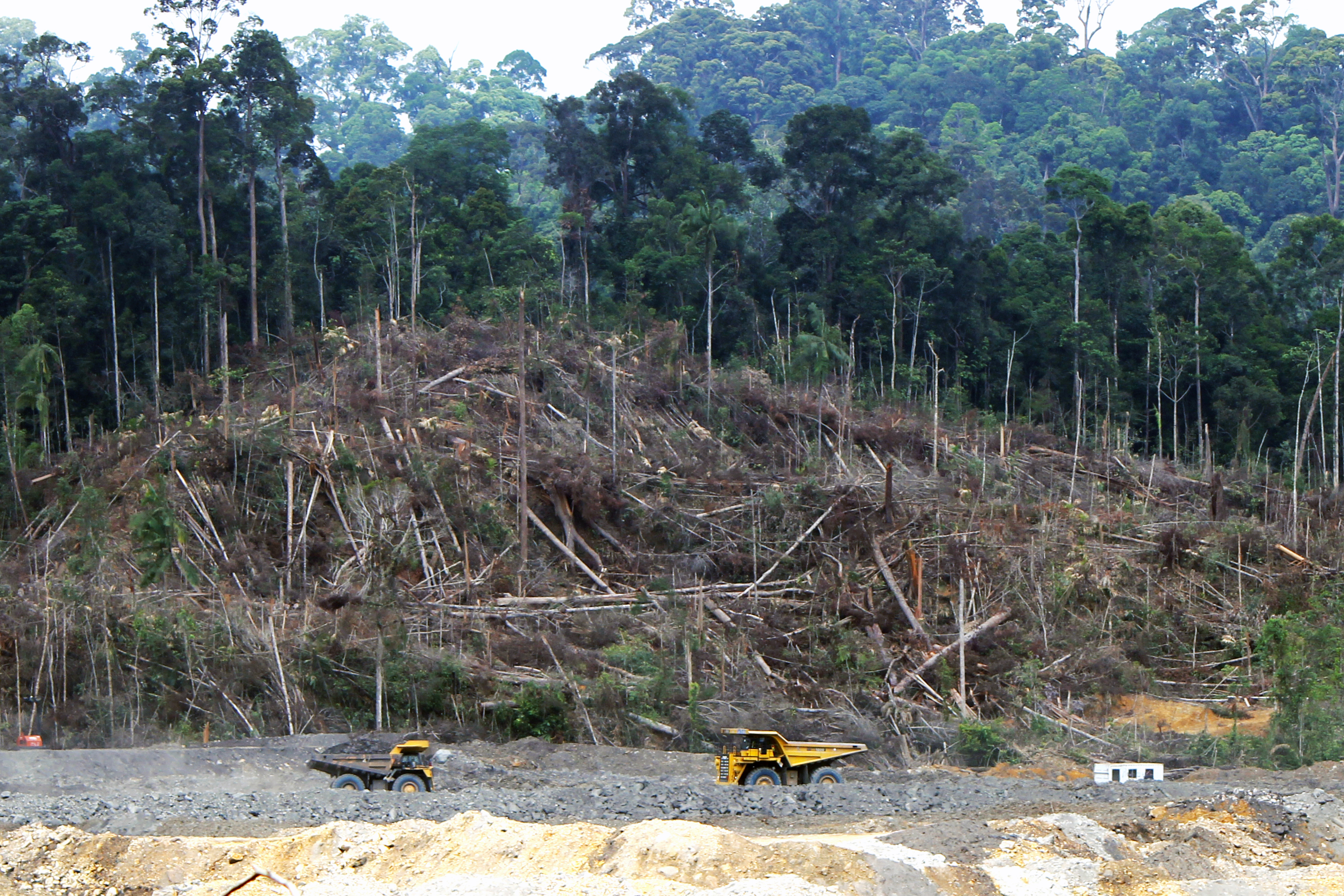
Chặt phá rừng ở Borneo, Indonesia

Sụp đổ sinh thái đề cập đến một tình huống mà một hệ sinh thái phải chịu sự suy giảm nghiêm trọng, có thể là vĩnh viễn, làm giảm khả năng chịu đựng  cho tất cả các sinh vật, thường dẫn đến sự tuyệt chủng hàng loạt. Thông thường, một sự sụp đổ sinh thái được tạo ra bởi một sự kiện thảm họa xảy ra trên quy mô thời gian ngắn. Sự sụp đổ sinh thái có thể được coi là hậu quả của sự sụp đổ hệ sinh thái đối với các yếu tố sinh học phụ thuộc vào hệ sinh thái ban đầu.
Các hệ sinh thái có khả năng phục hồi từ một tác nhân gây rối. Sự khác biệt giữa sụp đổ hoặc hồi phục nhẹ được xác định bởi hai yếu tố Thay đổi tính độc hại của yếu tố được giới thiệu và khả năng phục hồi của hệ sinh thái ban đầu.
Thông qua chọn lọc tự nhiên, các loài của hành tinh đã liên tục thích nghi với sự thay đổi thông qua sự thay đổi trong thành phần sinh học và phân bố của chúng. Về mặt toán học có thể chứng minh rằng số lượng lớn hơn các yếu tố sinh học khác nhau có xu hướng làm giảm bớt sự dao động trong từng yếu tố riêng lẻ.
Các nhà khoa học có thể dự đoán các điểm tới hạn cho sự sụp đổ sinh thái. Mô hình được sử dụng thường xuyên nhất để dự đoán sự sụp đổ của mạng lưới thực phẩm được gọi là R50, đây là mô hình đo lường đáng tin cậy cho độ bền của lưới thức ăn.